# Paris Expo Porte de Versailles
Az Paris Expo Porte de Versailles egy kiállítási és konferencia központ Párizsban, Franciaországban. A 15. kerületben található, a Porte de Versailles metróállomásnál, a Boulevard Périphérique és a Boulevards des Maréchaux között. Ez Franciaország legnagyobb kiállítási parkja.
A Paris Expo Porte de Versailles 228 211 m2 kiállítótérrel, 8 pavilonnal, 2 előadóteremmel és 32 tárgyalóteremmel rendelkezik. A kiállítási központ évente több mint 120 vásárnak, valamint rendezvényeknek, számos termékbemutatónak és találkozónak ad otthont. A helyszín közelében tervezik a Tour Triangle-t, egy 180 méter magas üvegpiramist, amely 120 szobás szállodának és 70 000 négyzetméternyi irodaterületnek fog otthont adni.
A Paris Expo ad otthont a 2024-es nyári olimpia kézilabda, röplabda és asztalitenisz versenyeinek.